# Pagliara

Ubicació de Pagliara dins de la província

Pagliara (sicilià Pagghiara) és un municipi italià, dins de la ciutat metropolitana de Messina. L'any 2006 tenia 1.222 habitants. Limita amb els municipis de Furci Siculo, Mandanici, Roccalumera i Santa Lucia del Mela.

## Administració
| Període | Identitat      | Partit        |
| ------- | -------------- | ------------- |
| 2007-   | Santi Di Bella | Llista cívica |